# John Bowden Connally
John Bowden Connally, Jr., né le 27 février 1917 à Floresville (Texas) et mort le 15 juin 1993 à Houston (Texas), est un homme politique américain. Membre du Parti démocrate puis du Parti républicain, il est secrétaire à la Marine en 1961 sous la présidence de John F. Kennedy, gouverneur du Texas entre 1963 et 1969 puis secrétaire au Trésor entre 1971 et 1972 dans l'administration du président Richard Nixon.
Il se trouve dans la limousine présidentielle et est blessé lors de l'assassinat du président Kennedy le 22 novembre 1963.

## Biographie
Après avoir obtenu un diplôme de droit de l'université du Texas, Connally sert pendant la Seconde Guerre mondiale après laquelle il devient assistant de Lyndon B. Johnson, alors jeune élu du Texas et avec lequel il maintint des liens étroits quand Johnson exerça le droit au Texas.
En 1961, le président John F. Kennedy le nomme secrétaire à la Marine. Il démissionne après onze mois pour devenir gouverneur du Texas, fonction qu'il occupe jusqu'en 1969. Le 22 novembre 1963, il est gravement blessé à la poitrine alors qu'il se trouve dans la limousine présidentielle avec le président Kennedy lors de l'assassinat de celui-ci à Dallas, au Texas.
Le président Richard Nixon le nomme secrétaire au Trésor en 1971, fonction qu'il occupe jusqu'en 1972. C'est à ce poste que, face à une délégation européenne s'inquiétant des fluctuations du dollar américain, il réplique : « Le dollar est notre monnaie, mais c'est votre problème ».
En 1973, il rejoint le Parti républicain. Il tente en 1980 d'obtenir l'investiture républicaine pour l’élection présidentielle.
Il meurt à 76 ans d'une fibrose pulmonaire idiopathique le 15 juin 1993.
Sa femme Nellie est morte le 1er septembre 2006. Elle était le dernier passager de la limousine des événements de Dallas encore en vie depuis la mort de Jacqueline Kennedy Onassis en 1994.

## Dans la culture populaire
En 2016, il est interprété par John Burke dans le film L. B. Johnson, après Kennedy de Rob Reiner.